# Моллер, Фёдор Фёдорович
Фёдор Фёдорович фон Моллер (нем. Friedrich Johann von Möller; 1798 — 1875) — генерал-лейтенант (06.12.1844) русской императорской армии, герой Польской кампании 1831 года и участник Венгерского похода 1849 года. Начальник Севастопольского гарнизона в ходе Крымской войны.

## Биография
Родился 7 декабря 1798 года. Окончил кадетский корпус. В военную службу вступил в 1813 году в гвардейскую пехоту. С 1824 года служил в лейб-гвардии Московском полку. В день восстания декабристов пытался отговорить солдат своей роты от участия в выступлении на Сенатской площади.
Произведённый 28 января 1827 года в полковники, Моллер был зачислен в лейб-гвардии Егерский полк. Здесь он совершил командировку на Кавказ, где принимал участие в делах против горцев. В 1831 году сражался с мятежниками в Польше. За отличие в различных делах был награждён золотым оружием с надписью «За храбрость» и орденом Святой Анны 2-й степени (в 1834 году получил к этому ордену императорскую корону).
28 января 1835 года Моллер был назначен командующим Гренадерским императора Австрийского полком. 3 марта того же года, за отличие по службе, произведён в генерал-майоры. 1 декабря 1835 года за беспорочную выслугу 25 лет в офицерских чинах был награждён орденом Святого Георгия 4-й степени (также имел командорский крест австрийского ордена Леопольда). 6 декабря того же года возглавил лейб-гвардии Павловский полк. В 1839 году был награждён орденом Святого Станислава 1-й степени, а в 1841 году был пожалован орденом Святой Анны 1-й степени.
6 декабря 1842 года Моллер стал командиром 4-й гвардейской пехотной бригады (с оставлением в должности командира лейб-гвардии Павловского полка). 6 декабря 1844 года произведён в генерал-лейтенанты, а 14 ноября 1845 года получил в командование 14-ю пехотную дивизию. В 1847 году был награждён орденом Святого Владимира 2-й степени. Участвовал в Венгерском походе 1849 года. В 1850 году был пожалован орденом Белого орла.
Во время Крымской кампании Моллер находился в Севастополе, где занимал должность начальника гарнизона. С приближением англичан и французов, по сути, самоустранился от участия в обороне города. Однако за оборону Севастополя был награждён золотой табакеркой с бриллиантами.
15 июля 1855 года вышел в отставку по болезни.
Скончался в 1875 году.

## Награды
Российские:
- Орден Святого Владимира 4-й степени (22.08.1826)
- Золотая полусабля с надписью "За храбрость" (25.06.1831)
- Орден Святой Анны 2-й степени (25.06.1831)
- Знак отличие за военное достоинство 3-й степени (1832)
- Орден Святого Владимира 3-й степени (15.01.1832)
- Императорская корона к ордену Святой Анны 2-й степени (31.12.1834)
- Орден Святого Георгия 4-й степени (01.12.1835)
- Орден Святого Станислава 2-й степени (06.12.1837)
- Орден Святого Станислава 1-й степени (06.12.1839)
- Орден Святой Анны 1-й степени (06.12.1841)
- Императорская корона к ордену Святой Анны 1-й степени (06.12.1843)
- Орден Святого Владимира 2-й степени (24.09.1847)
- Орден Белого орла (02.05.1850)

Иностранные:
- Австрийский орден Леопольда, командорский крест (1835)
- Прусский орден Красного орла 2-го класса со звездой (1842)
- Австрийский орден Железной короны 1-го класса (1849)

## Семья
Брат Александр был генералом от инфантерии и командовал 1-й гвардейской пехотной дивизией.
Женат был на Александре Николаевне Назаровой (1813—1871), дочери Николая Назарьевича Муравьёва.
- дочь — Александра Фёдоровна Моллер (1858—1881), замужем за Феофилом Евгеньевичем Гагариным (1856—1894)